# テムル (スニト部)
テムル（モンゴル語: Temür、生没年不詳）とは、13世紀初頭にチンギス・カンに仕えたスニト部出身の千人隊長の一人。
『元朝秘史』などの漢文史料では帖木児(tièmùér)、『集史』などのペルシア語史料ではتيمور(tīmūr)と記される。

## 概要
『集史』「スニト部族志」にはスニト部出身のノコル（御家人）の一人としてテムル（تيمور）の名前が挙げられ、弟にボルテ・ウジンのオルドに仕えたエル・テムル・バウルチがいたと記されている。
一方、『モンゴル秘史』にはチンギス・カン即位時の「功臣表」61位に「テムル（帖木児）」という人名が挙げられており、この人物が『集史』「スニト部族志」の言う「テムル（تيمور）」と同一人物ではないかと推測されている。
また、『世界征服者史』などによると第3代皇帝グユクが死去した際に「カラコルムのアミール、テムル・ノヤン」なる人物がおり、バトゥが主宰したクリルタイにオゴデイ家の代理人としてオグルガイミシュらによって派遣されたと記されている。那珂通世はこの「テムル・ノヤン」と上述の「テムル」を同一人物と見るが、村上正二は両者は年代が離れているのではないかとも指摘している。

## 親族
前述したように、「エル・テムル・バウルチ」という弟がいた。
『集史』「チンギス・カン紀」によると、エル・テムル・バウルチはチンギス・カンに直属する「親衛千人隊」のジャウン（百人隊長）の一人で、バウルチ（厨房官）であったという。